# Escultura del Renacimiento en Cataluña

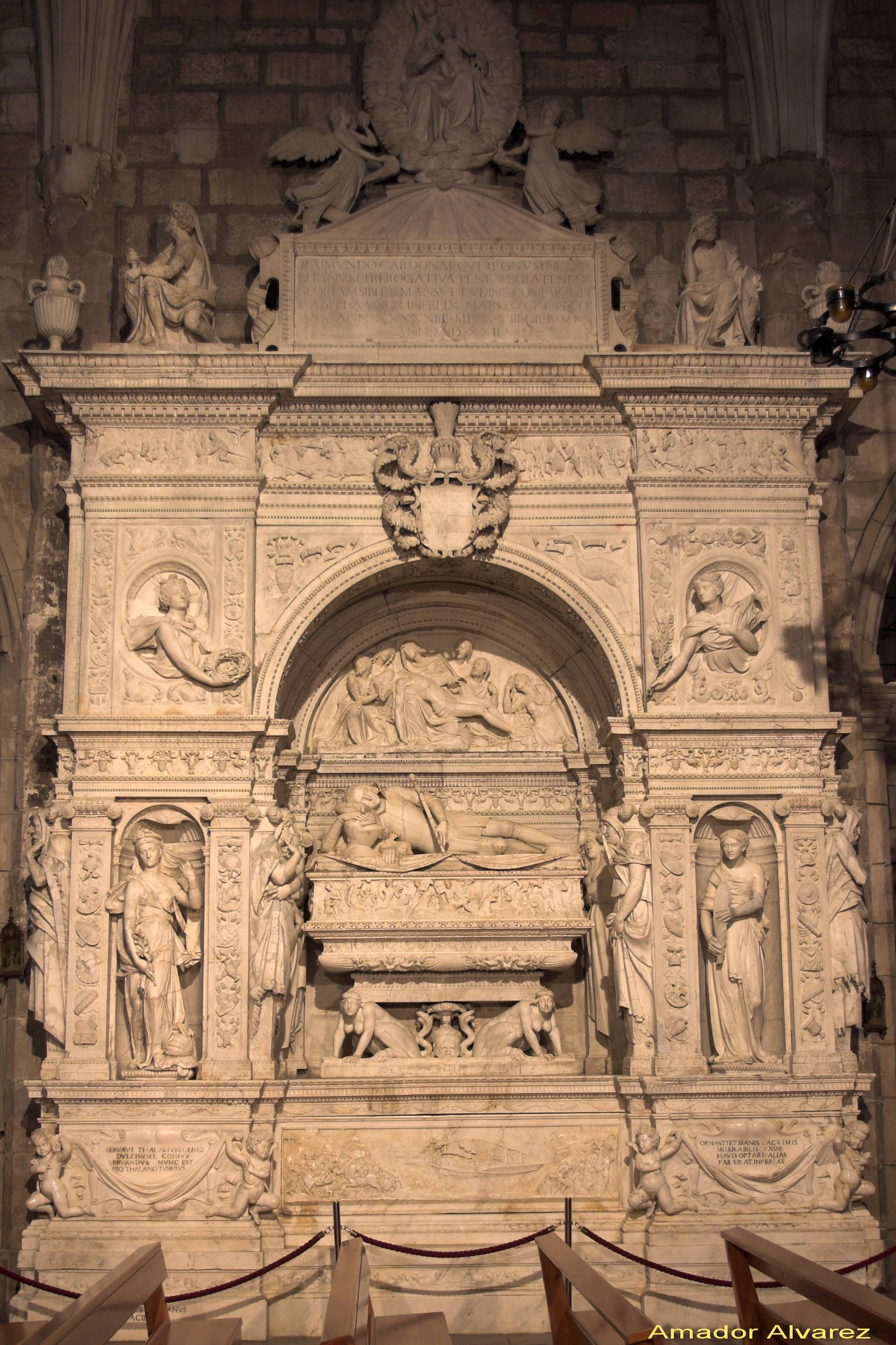
Mausoleo de Ramón Folc de Cardona-Anglesola (1522-1525), realizado por el italiano Giovanni da Nola en Nápoles, instalado ahora en la iglesia parroquial de San Nicolás de Bellpuig (Lérida)

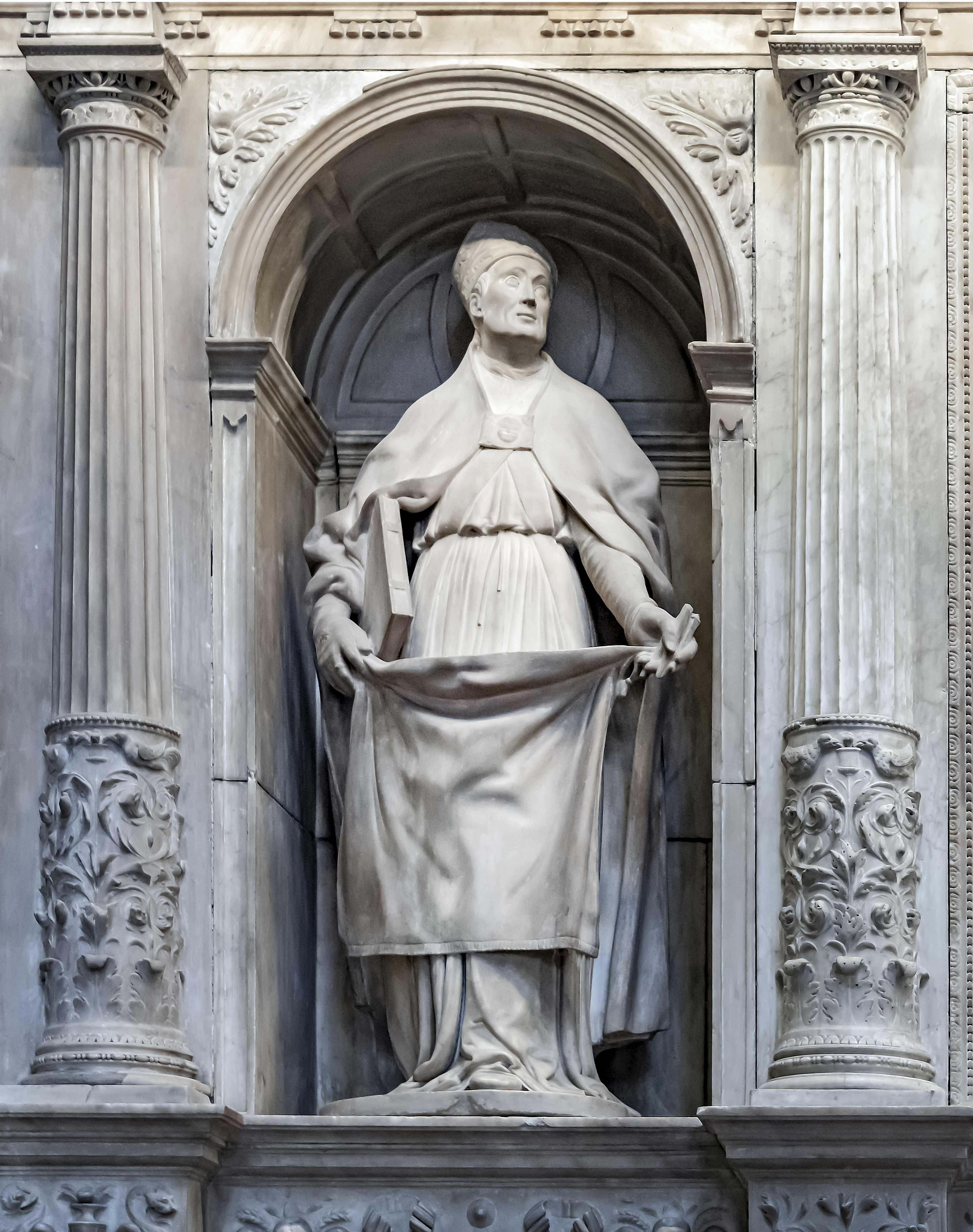
Escultura de San Severo por Bartolomé Ordóñez en el trascoro de la catedral de Barcelona.

La escultura del Renacimiento en Cataluña, va ligada a la cultura humanista procedente de Italia, aunque la repercusión inicial fue escasa y por lo tanto, tardía la aceptación del nuevo estilo, con lo cual las decoraciones góticas todavía se fueron intercalando con el nuevo estilo hasta ya entrado el siglo XVI. En la primera mitad del siglo XVI salieron a la luz las primeras esculturas renacentistas, frecuentemente rodeadas de marcos góticos: la arquitectura de los retablos donde se dispusieron se componían de columnas de fuste estriado con y la zona inferior decorada con medallones y grutescos.
En Cataluña, se realizó la escultura en su mayor parte a través de artistas foráneos italianos o bien llegados del resto de España. Entre las obras llegadas de Italia destacaron el sepulcro de Juan II de Ribagorza (1508) y el sarcófago de Ramón Folc de Cardona-Anglesola (1522-1525), realizado por Giovanni da Nola (1488-1558) en Nápoles y que su viuda mandó instalar en su villa natal, en la iglesia parroquial de Bellpuig (Lérida). Entre los artistas con formación en Italia se encontraba el burgalés Bartolomé Ordóñez (1480-1520), autor de las mamparas para el acceso a la sillería del coro y del trascoro de la catedral de Barcelona entre los años 1515 hasta su muerte en 1520; en su taller trabajaron artistas de origen italiano: Simón de Bellalana, Vitorio Cogono, Juan Florentino y el flamenco Juan Petit Monet. Tras el fallecimiento de Ordóñez, se hizo cargo de la terminación de los trabajos del trascoro de la catedral, el aragonés Pedro Villar, que aunque presenta una clara influencia de Damián Forment, tuvo que realizar esta obra con la obligación que se le imponía en su contrato, es decir, de hacerla a la máxima semejanza para la armonización con los relieves realizados por Ordóñez. De Villar merece mencionarse el panel de la Crucifixión de Santa Eulalia. 
También realizaron obras en Cataluña arte el valenciano, establecido en Zaragoza, Damián Forment (1480-1540), con su obra del retablo en alabastro para el monasterio de Poblet y la consiguiente influencia de la escuela aragonesa en Cataluña; el vallisoletano Esteban Jordán (1530-1598), que por encargo de Felipe II realizó el retablo del monasterio de Montserrat, siguiendo la traza de Francisco de Mora. el abulense Cristóbal de Salamanca  (?-1592), autor de la sillería para el monasterio de Montserrat (1578) y la de la catedral de Tortosa (1587); así como el austriaco Perris Hostri u Ostri y Jeroni Xanxo, barcelonés, autores de la caja del órgano de la catedral de Tarragona.  el escultor de origen francés Joan de Tours (también llamado de Torres), que llevó a cabo una gran producción en madera y en piedra por encargo de varias iglesias de Barcelona; y Gil de Medina, autor de un San Cristóbal y una Virgen para la iglesia de San Miguel, conservadas ambas esculturas en el Museo Diocesano de Barcelona, 
Los artistas catalanes quedaron en un segundo término ante la gran influencia externa, destacándose Jaume Amigó, Jeroni Xanxo, Pere Blai, Andreu Ramírez y Agustí Pujol  (1554-1620), autor de numerosos retablos. Se ha de decir que Ordóñez y Forment, solo ejecutaron unos encargos concretos y no son representativos del resto que mantuvo su taller y toda su actividad en tierras catalanas. En el segundo tercio de siglo, el escultor de origen vasco Martín Díez de Liatzasolo (ca. 1500-1583) montó uno de los talleres más productivos en Barcelona. y fue autor de la Virgen de la Victoria para el antiguo retablo mayor de la iglesia del Palau.

Obras renacentistas en Cataluña
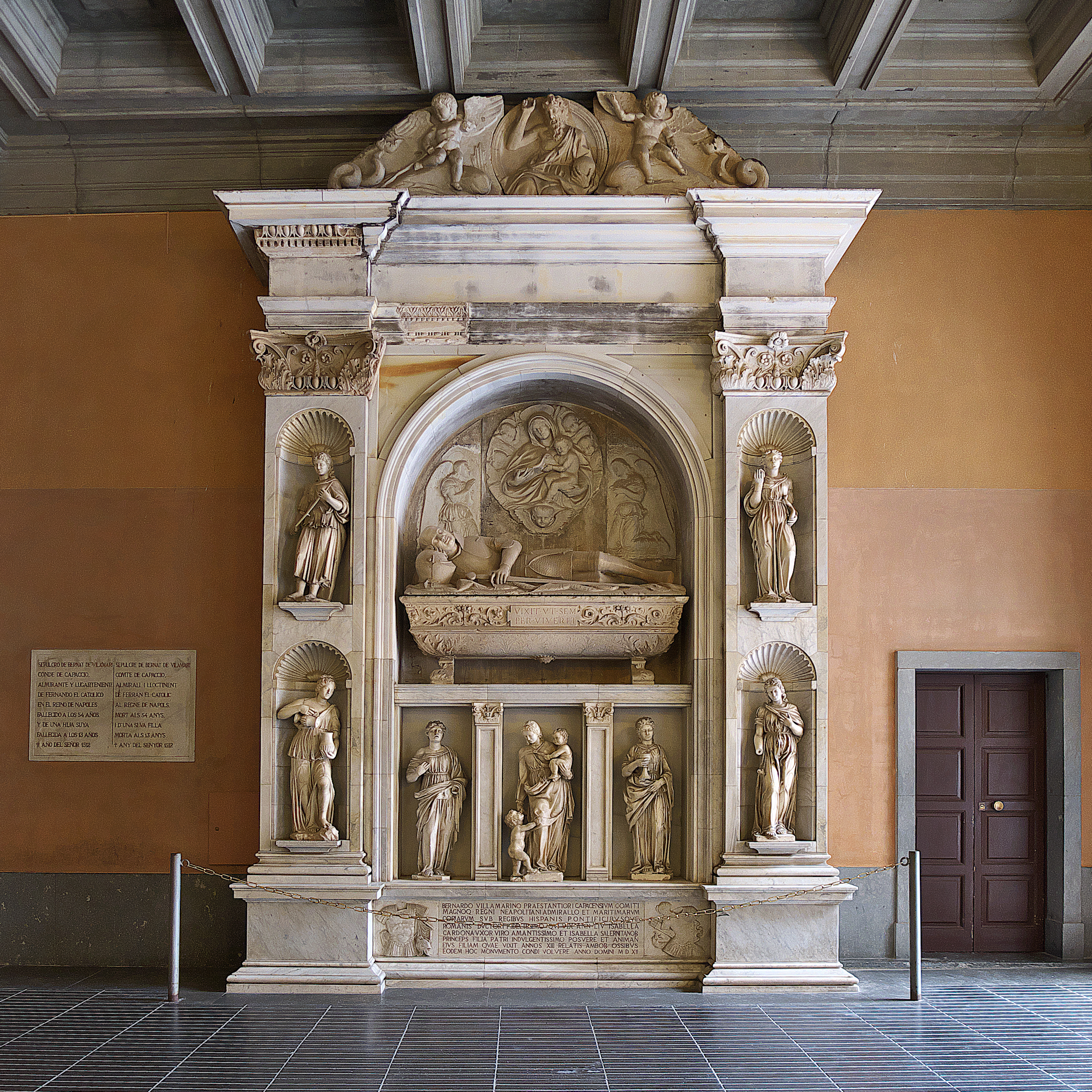
Sepulcro de Bernat II de Vilamarí (1516) en el atrio del monasterio de Montserrat
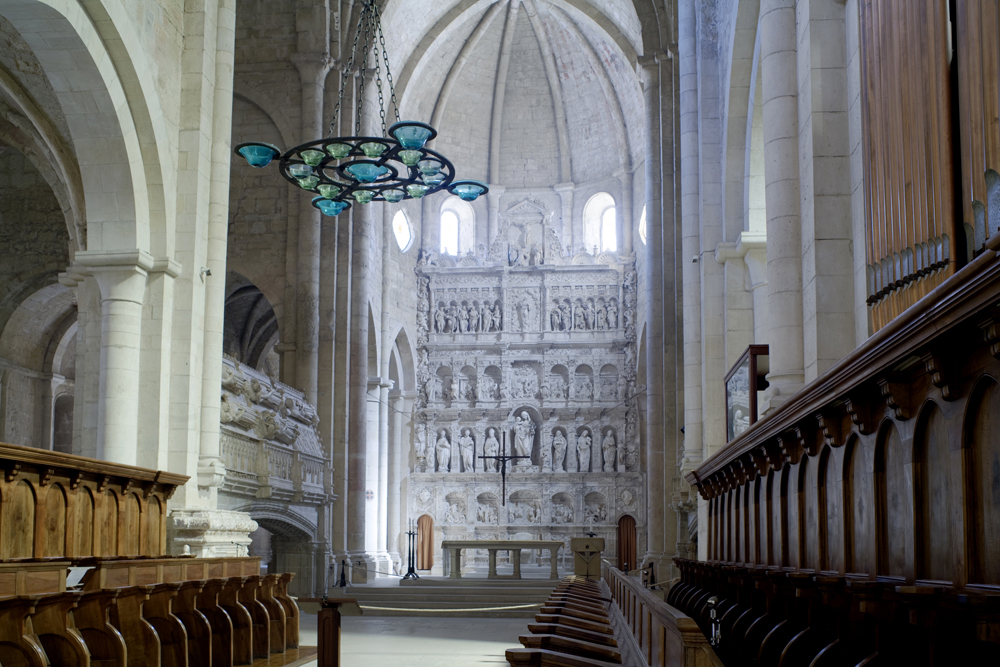
Retablo (1527-1529) del Monasterio de Poblet
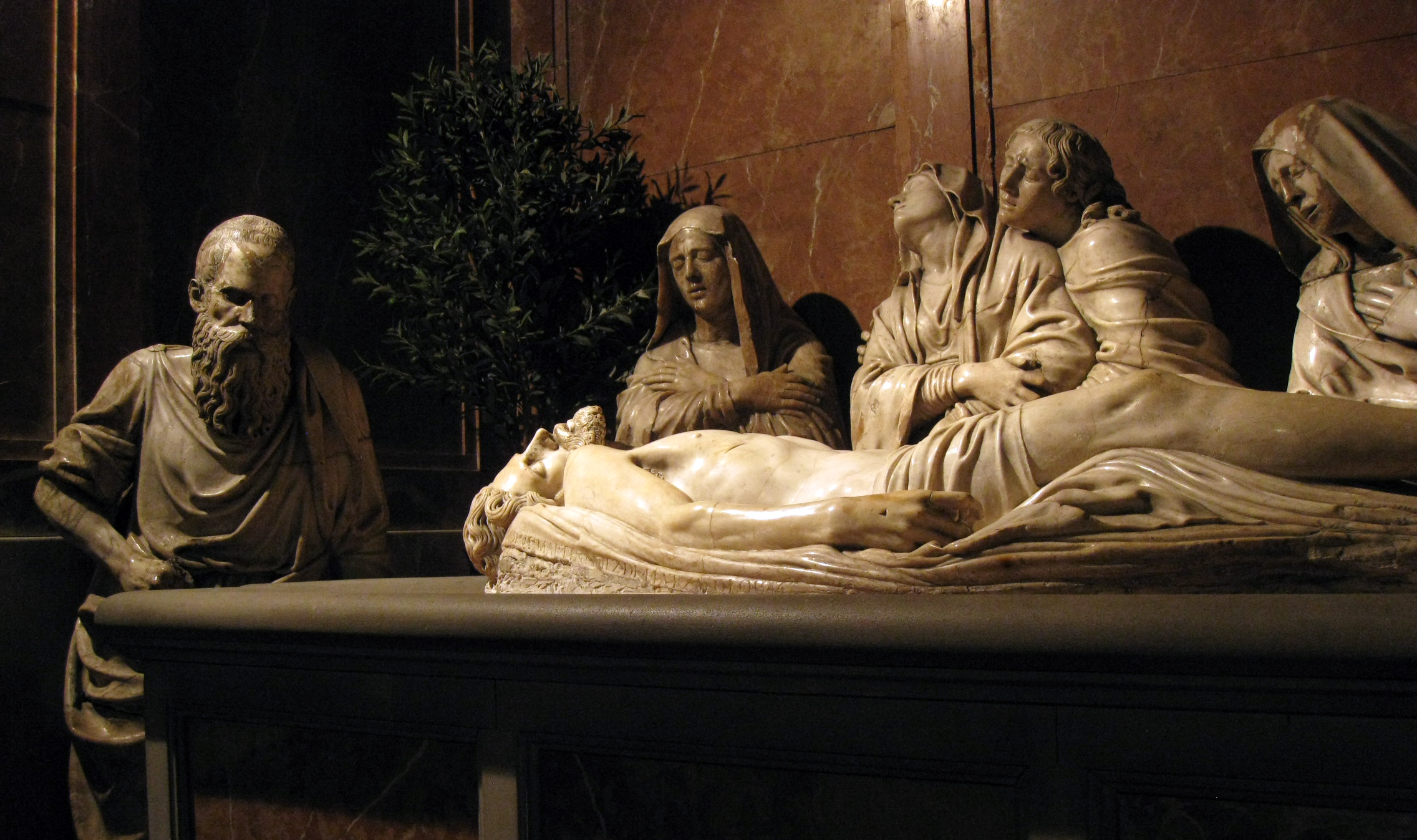
Detalle del Sant Enterrament  (1539-1544), de Martín Díez de Liatzasolo
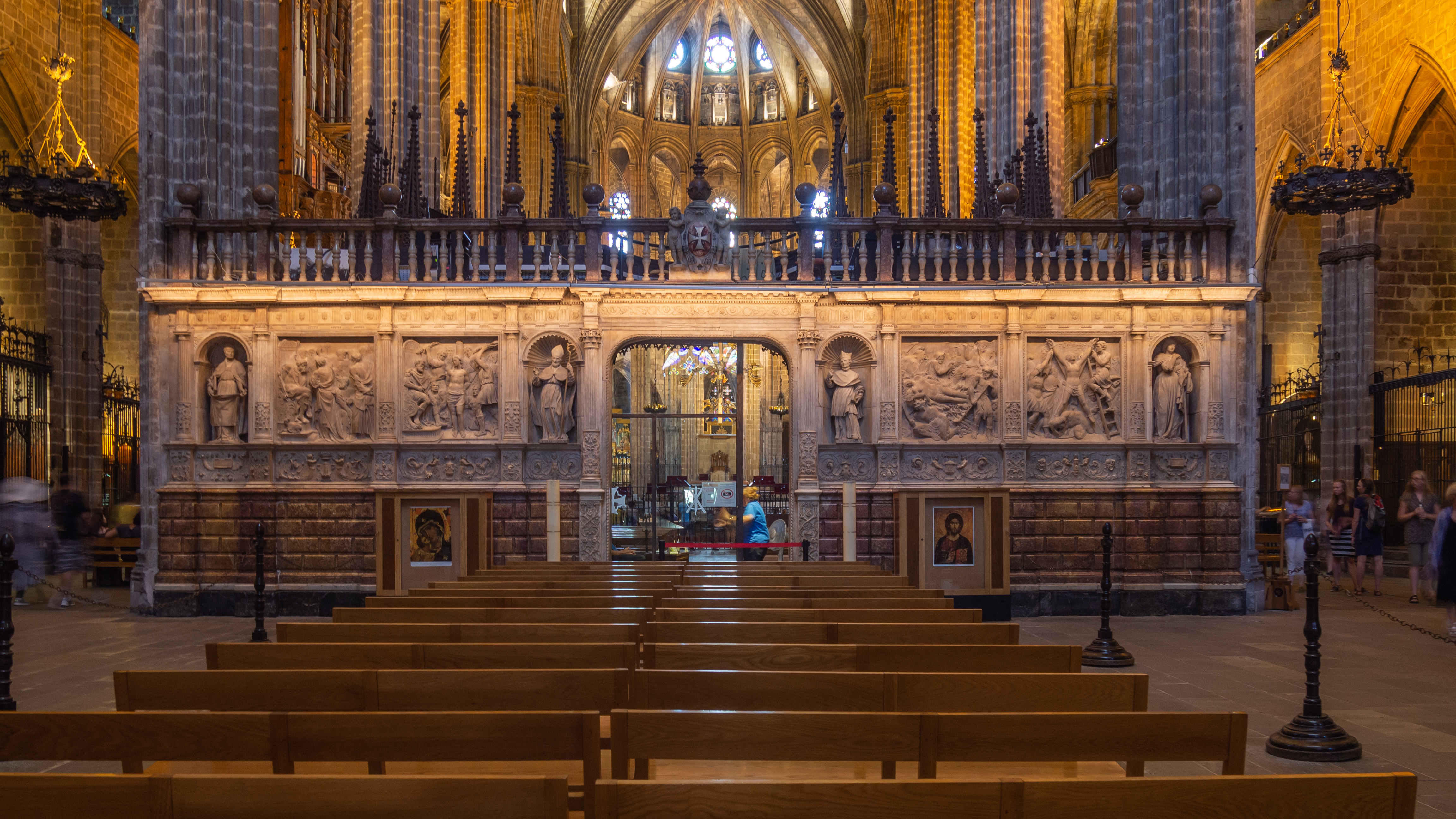
Trascoro (1515-1564), de la catedral de Barcelona

## Materiales

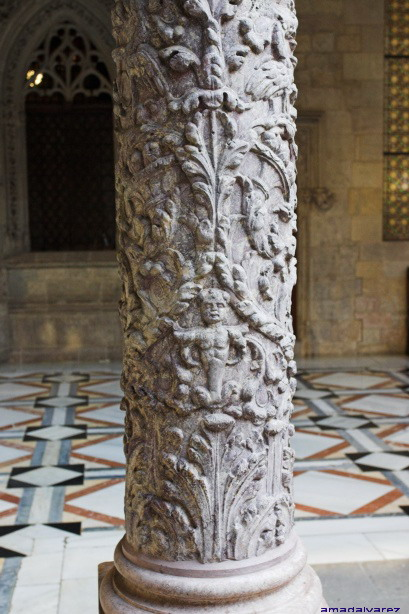
Columna con decoraciones renacentistas del Palau de la Generalidad de Cataluña (1545-1548)

Los materiales empleados fueron principalmente la piedra de alabastro, el mármol de Carrara importado de Italia, como Bartolomé Ordóñez que se trasladó allí para buscar los bloques para el trascoro de la catedral de Barcelona. Aunque  mayoritariamente fue la madera el material más utilizado para retablos e imágenes religiosas y el más idóneo para sillerías de coro, que podía estar policromada y dorada o en blanco, barnizada o simplemente encerada. La piedra se reservaba para la decoración de elementos arquitectónicos, como portadas, columnas, frisos o patios.

## Grabados como modelo
A partir de 1460, la difusión de las artes impresas tuvo una influencia decisiva en la propagación del Renacimiento. De esta misma época es cuando empezaron las reproducciones de láminas realizadas en grabados en madera (xilografía). Esta técnica a excepción de la obra hecha por Durero y pocos artistas más, era realizada con cierta imperfección. Más tarde, con el huecograbado ya se mostraba unas líneas más limitadas y perfectas, pudiéndose apreciar mucho mejor los detalles. Estas fueron las estampas, que se convirtieron en una de las fuentes, donde los artistas se inspiraron y emplearon como punto de referencia, de composiciones y material de estudio. Durante el primer tercio de siglo XVI, llegaron a Cataluña las primeras estampas de los países germánicos realizadas por Martin Schongauer, Alberto Durero, Lucas van Leyden, el italiano Marcantonio Raimondi y hacia final de siglo las de Cornelis Cort.
Así se observa, su empleo en el coro de la catedral de Tortosa, realizado por Cristóbal de Salamanca:

...en el suntuoso coro tortosino, al menos san Andrés, san Gregorio y san Jaime el Mayor siguen las líneas de los apóstoles y del Redentor grabados por Marcantonio Raimondi y también por Marco Dente de los originales de Rafael en la Sala de Palafrenieri de los palacios vaticanos, y el san Juan Evangelista parece sacado en cambio de los grabados de Marcantonio sobre la serie de imágenes de los Piccoli Santi de Rafael.
Joan Bosch i Ballbona.

En los relieves para el sagrario de la capilla del Santísimo de la catedral de Tarragona, su autor Gaspar de Liria se inspira para su realización unos, en modelos de Cornelis Cort sobre unas obras de Federico Zuccaro y otros, por grabados  de J. Sadeler según dibujos de Marten de Vos.

## Mecenas

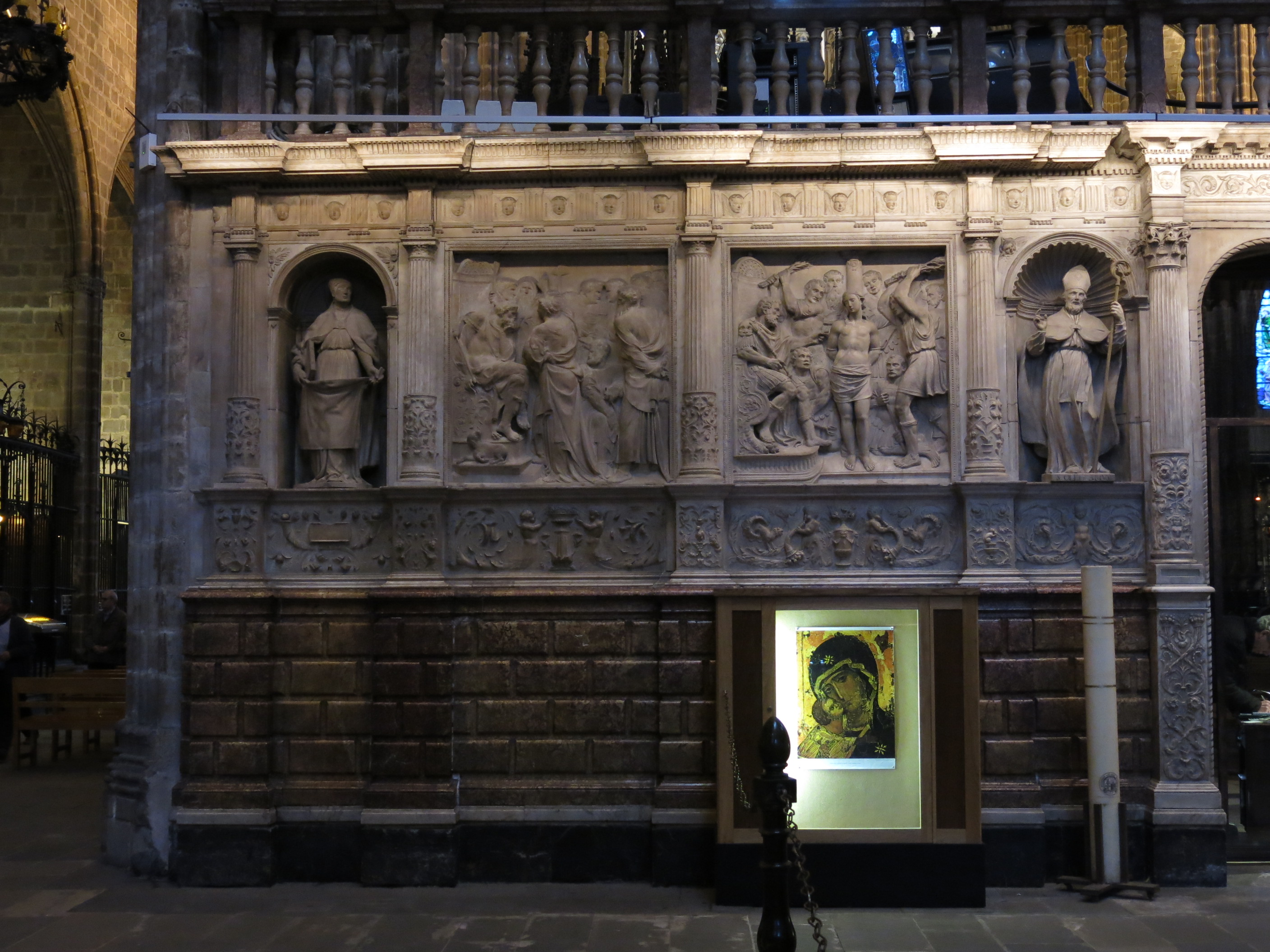
Parte izquierda del trascoro de la Catedral de Barcelona, encargo del mecenas Lluís Desplà i d'Oms

La figura del mecenas desempeñó en esta época, un papel importante, donde la iglesia católica fue uno de sus principales protagonistas, que influyó en que la temática religiosa fuese la más representada. Uno de los más destacados comitentes fue Lluís Desplà i d'Oms (1444-1524), que como canónigo de la catedral de Barcelona, encargó a Bartolomé Ordóñez la realización de parte del coro y dos composiciones del trascoro, aunque su mecenazgo abarcó toda clase de arte y por diversas ciudades. El abad  del monasterio de Poblet, Pere Caixal, fue otro promotor importante, corriendo a su cargo la realización del retablo de la iglesia de dicho monasterio, por Damià Forment. Otro gran mecenas y tracista fue el arzobispo Antonio Agustín; la mayoría de sus proyectos financiados, fueron para la Catedral de Tarragona.
Las familias de la nobleza catalana repartieron sus encargos entre los ornamentos para sus casas-palacios, donde colocaban frisos, medallones, cartelas con sus blasones, todo adornado con elementos grutescos o a candeliere, pero sobre todo, su  patronaje se centró en la creación de capillas donde incluir sus monumentos funerarios.

## Sepulcros

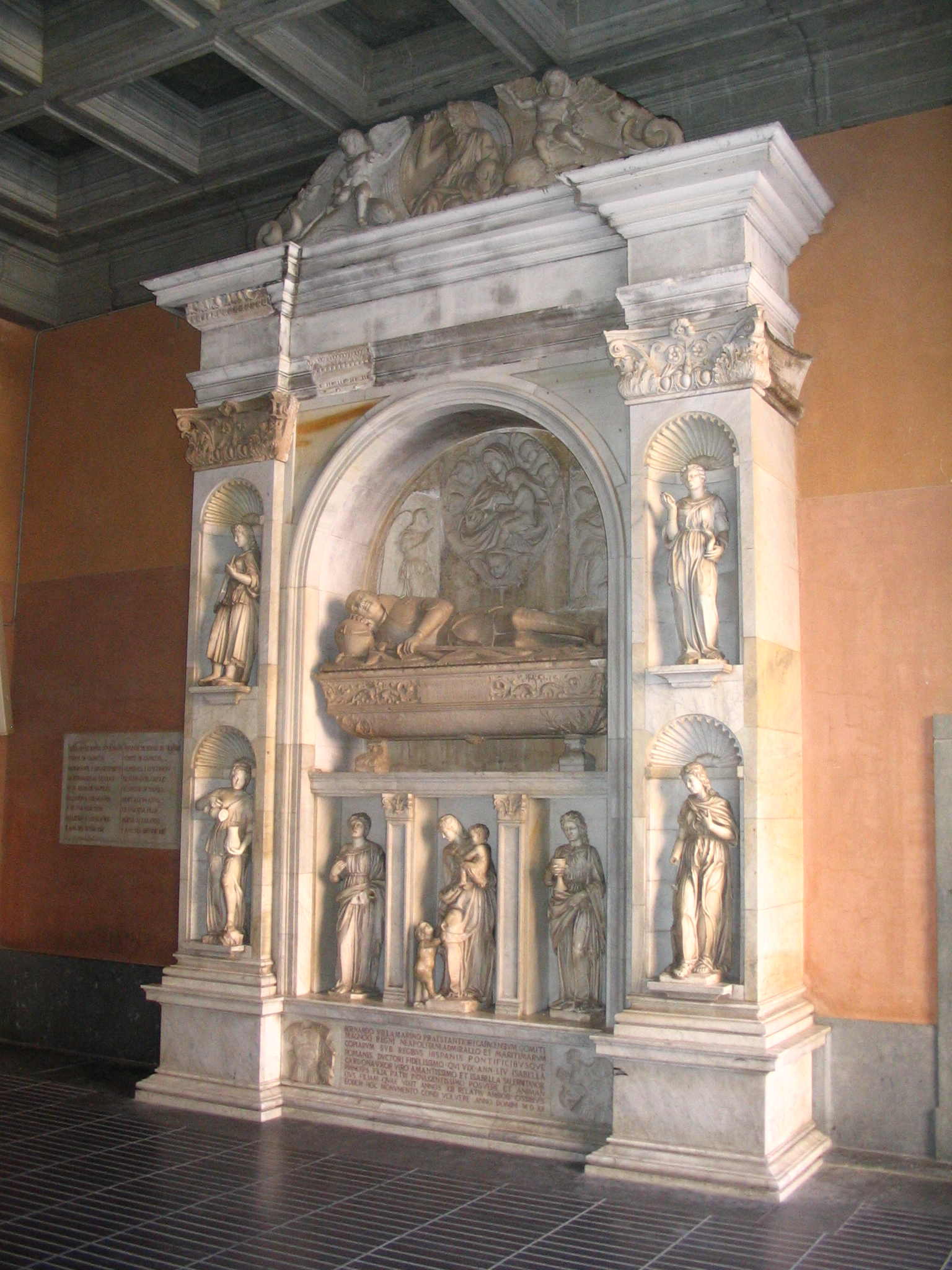
Sepulcro de Bernat II de Vilamarí (1516) en el atrio del monasterio de Montserrat

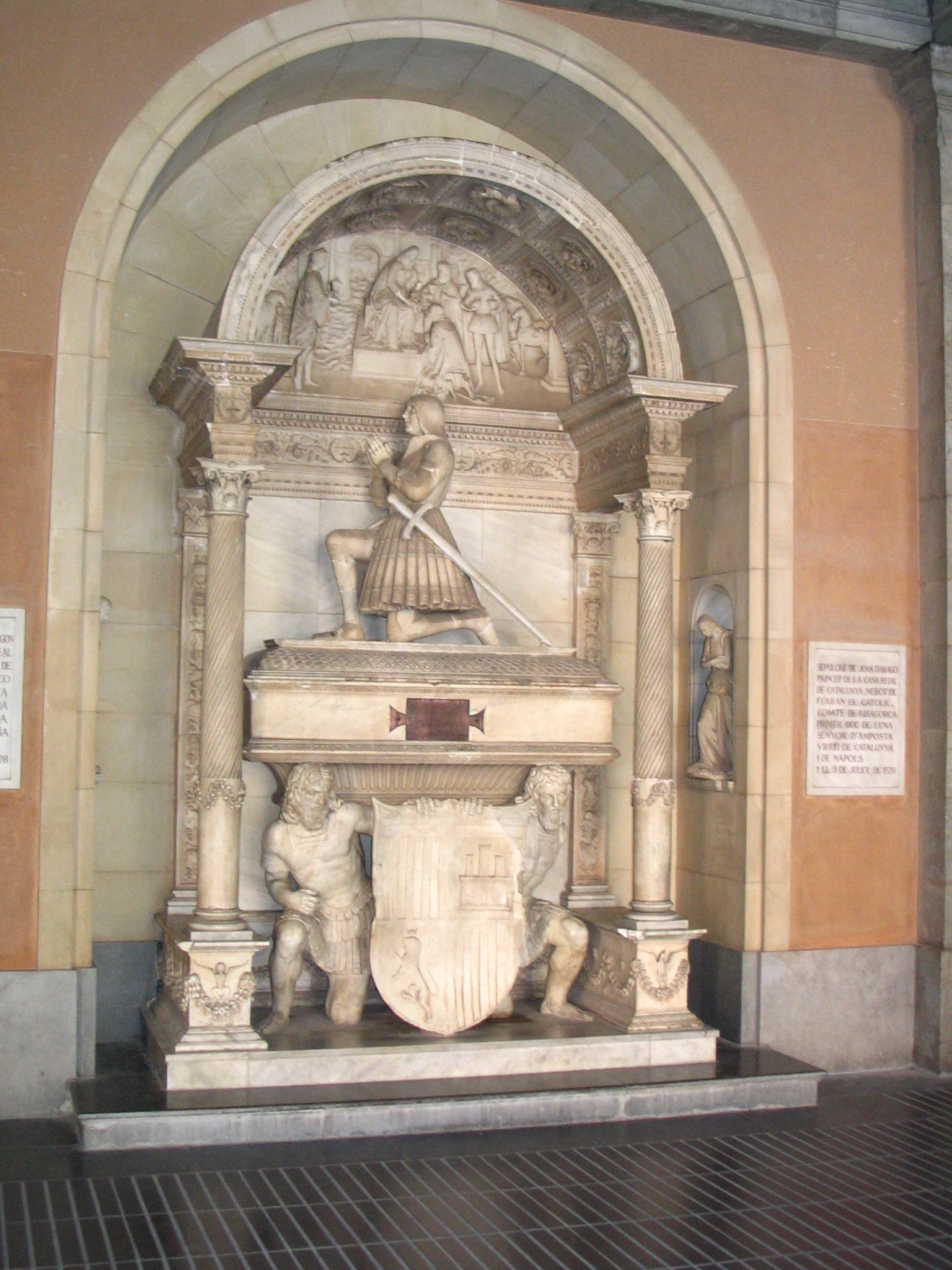
Sepulcro de Juan II de Ribagorza (1508)

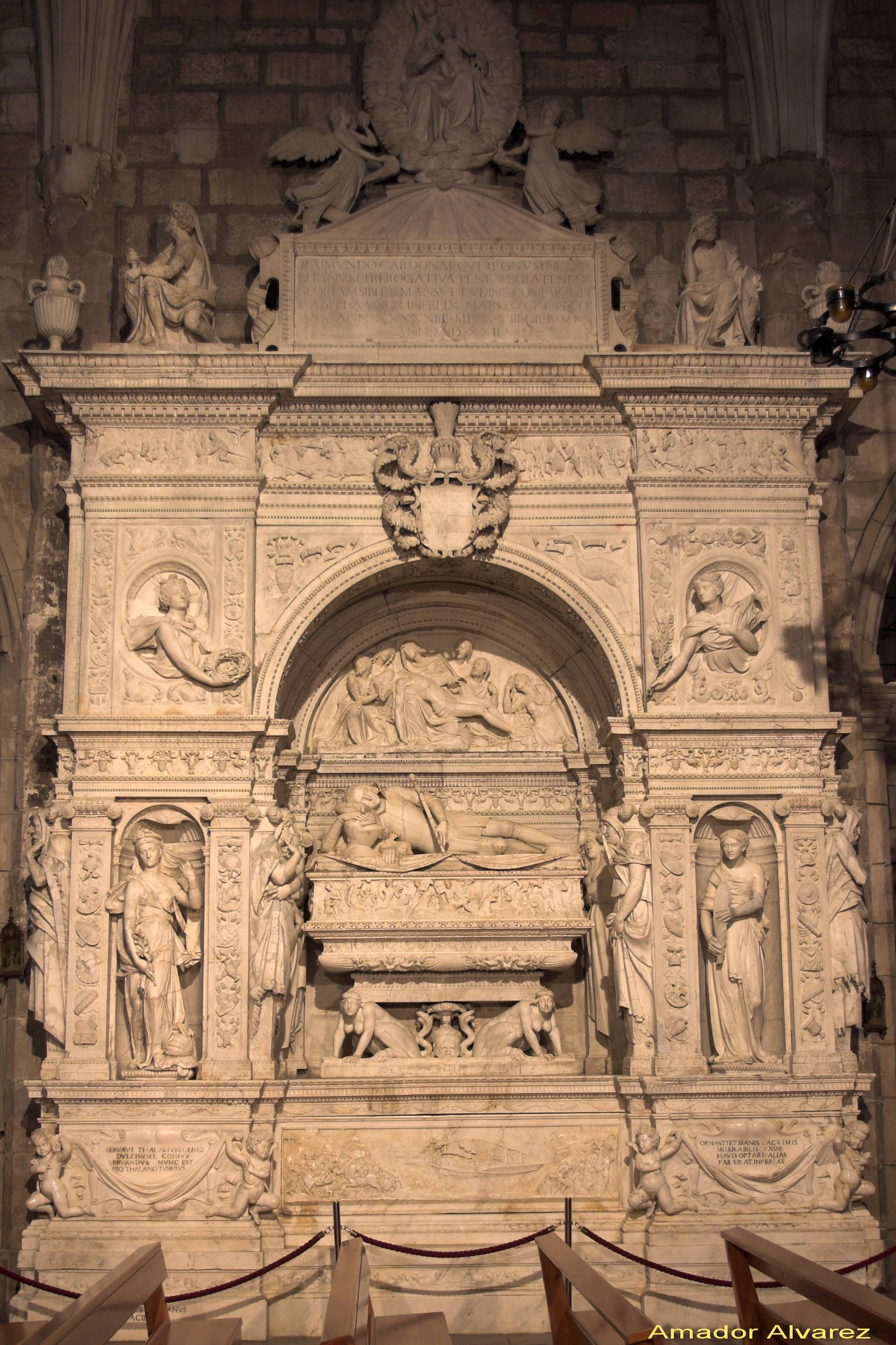
Mausoleo de Ramón Folc de Cardona-Anglesola (1522-1525) en Bellpuig

La estructura de los sepulcros, fue cambiando de la simple losa o lauda con algún grabado, a la de la estatua del difunto sobre el sarcófago en posición yacente o en actitud orante. La arquitectura solía ser de arco de triunfo adosado al muro y con una representación parecida a un retablo, donde la figura del fallecido ocupaba la parte central o todo el monumento exento, que solía colocarse en medio de la capilla funeraria.
En los monumentos funerarios  se copiaron los ideales de virtud y valor de una nobleza en las llamadas «tumbas por la fama». Uno de los primeros encargos, realizado por autores italianos e importando de Nápoles, fue el construido hacia 1508 para el sarcófago de Juan II de Ribagorza, situado en el monasterio de Montserrat y que representa al fallecido en actitud orante. Es la tipología que se aprecia en el sepulcro de Folc de Cardona (1525,) realizado por el escultor Giovanni da Nola y ejecutado para su colocación en la ciudad de Bellpuig (Lérida). Sintetiza esta idea humanista del héroe y su triunfo sobre la muerte, por medio de la fama de sus proezas, las cuales se grabaron en los relieves alrededor del sarcófago y es similar a la obra de Andrea Sansovino en las tumbas de los cardenales Ascanio Sforza y Girolamo Basso en la Basílica de Santa María del Popolo en Roma.
Los cambios en las  ejecuciones de sepulcros, se iban produciendo, siendo lo más representativo la desaparición de las alegorías militares por la inclusión de temas más religiosos, comúnmente por las virtudes. Así se puede ver en el sepulcro del almirante Bernat II de Vilamarí donde se muestran las virtudes teologales debajo del sepulcro y las cardinales en la hornacinas laterales, así como la Intercesión de la Virgen para la salvación de su alma en el fondo del arco y el Juicio de Dios Padre colocado en la parte superior del monumento; se encuentra en el atrio del monasterio de Montserrat. Del año 1530 aproximadamente es el sepulcro del obispo Guillem Ramon de Boil en la catedral de Gerona, obra primeriza de Pedro Villar. La iconografía es un poco menos importante que en los anteriores, pero el realismo de la imagen del yacente es extraordinario, con una aportación italianizante muy directa, así como todo el aspecto arquitectónico incluido dentro de un arcosolio.
A finales de siglo, dentro del periodo de la contrarreforma,  empieza a ser normal la exclusión de las figuras de los yacentes, como se aprecian en el cenotafio de Jaime y Timbor de Cardona en la capilla de la Anunciación de la catedral de Tarragona con una ornamentación repleta de grutescos y candelieri, sin dejar ninguna parte lisa sin labrar. En la parte central se encuentra el escudo familiar sostenido por dos putti y en los ángulos dos grandes grifos que sostienen la urna con las alegorías del león y el águila. Otros dos sepulcros a destacar de estas características, ubicadas en la misma catedral, son los del arzobispo Gaspar Cervantes de Gaeta (1575) proyectado por Jaume Amigó y el de Antonio Agustín construido por Pere Blai (1594) así como también corrió a su cargo el del mausoleo del arzobispo de Tarragona y virrey de Cataluña Joan Terès i Borrull obra tardía del Renacimiento peninsular, pero con un refinamiento totalmente italiano unido a las tendencias escurialenses de fin siglo.
Sobre el sepulcro de Gaspar Cervantes el escritor Antonio Ponz lo describió en su Viaje de España:

Entre las capillas de San Miguel y de las Vírgenes, en el espacio de un arco, se ve un insigne sepulcro del Arzobispo don Gaspar Cervantes Gaeta, Padre del Concilio de Trento, que aquí hizo varias fundaciones, y entre ellas la del Seminario Conciliar, y de la Universidad. Consiste dicho sepulcro en una magnífica urna de mármol con varias figuras alegóricas de Virtudes y otros ornatos, todo muy bien executado. Encima de la urna se representa la Caridad y en el basamento niños llorosos.
Antonio Ponz

## Escultura aplicada a la arquitectura

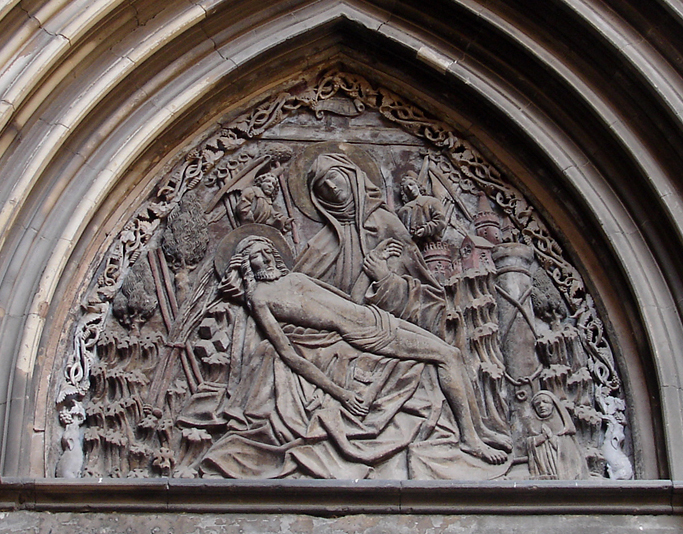
Tímpano con el relieve de La Piedad por Michael Lochner

Durante este período se practicó la inserción de partes escultóricas dentro de la arquitectura tanto civil como religiosa, para su decoración, basada en elementos añadidos, como los medallones con las virtudes teologales del Trentenario de la casa de la ciudad de Barcelona, conservados en el museo provincial de Martorell. Un ejemplo temprano es el tímpano representando una Piedad en una de las puertas laterales de la catedral de Barcelona, realizada por el escultor de origen alemán Michael Lochner

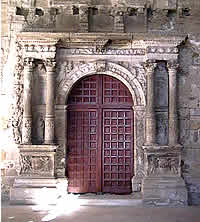
Puerta plateresca de entrada a la capilla Santa Maria la Antigua,(catedral de Lérida) por Jeroni Xanxo.

También es renacentista el tímpano de la iglesia de San Martín en Arenys de Mar realizado en 1542 por Joan de Tours. Antonio Ponz recoge, en su Viaje de España, los ornamentos de la casa Gralla de Barcelona atribuidos al taller de Damián Forment. 
La puerta de la capilla de Santa María la Antigua, en la Catedral Vieja de Lérida, es de estilo plateresco realizada por Jeroni Xanxo hacia 1562, y está formada por un arco de medio punto entre pares de columnas de fustes estriados. Las columnas se levantan sobre plataformas ornamentadas, y sustentan un entablamento con un friso decorado y cornisa. Sobre esta portada se abren unas hornacinas vacías.
Las portadas tipo retablo son las que presentaban más el trabajo de esculturas. De Miquel Joan Anglés, es el portal del colegio de San Jaime y San Matías (1564) de Tortosa, con representaciones de imágenes de los santos titulares y un gran escudo de la Casa de Habsburgo sostenido por atlantes y unos grifos. Dentro del patio de este edificio se encuentran relieves de profetas, apóstoles y los cuatro evangelistas. Atribuida al escultor Agustí Pujol (padre), es la fachada-retablo de la iglesia de Santa María de Montblanc.

## Retablos
Muchos de los retablos realizados en este periodo fueron destruidos y quemados, primero por las guerra de la Independencia de España contra Napoleón y después durante la guerra civil española del año 1936.

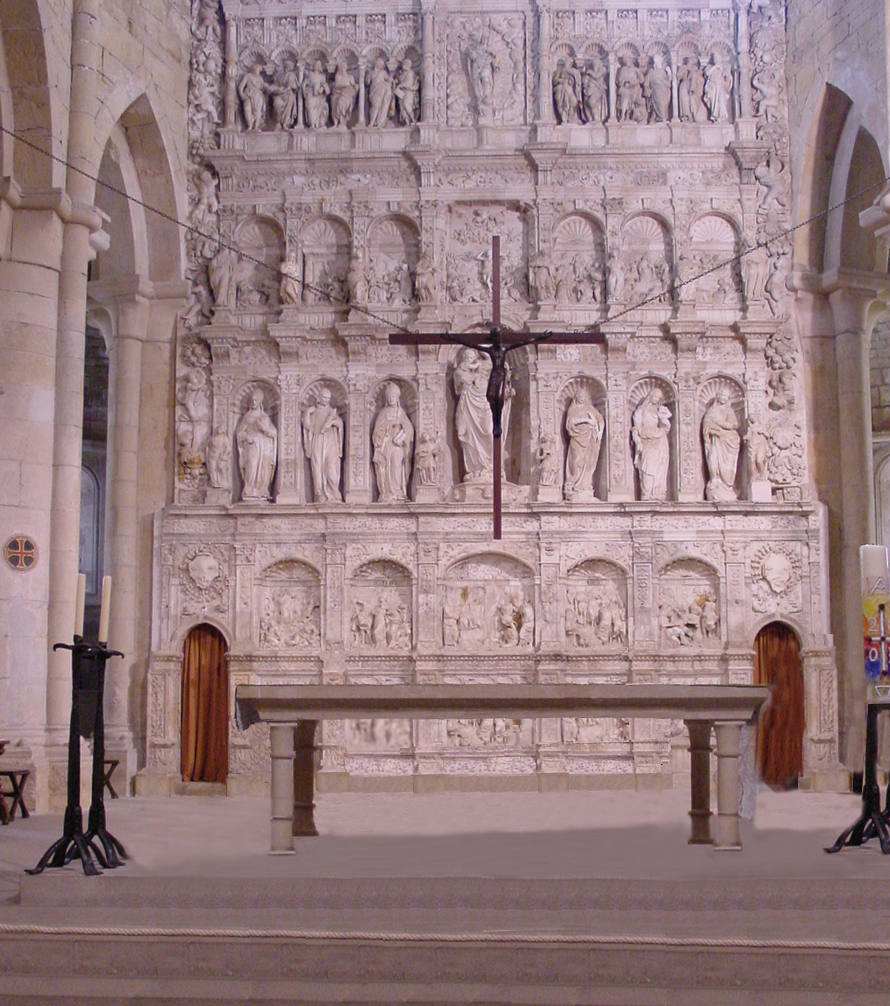
Retablo en alabastro realizado por Damián Forment para el monasterio de Santa María de Poblet.

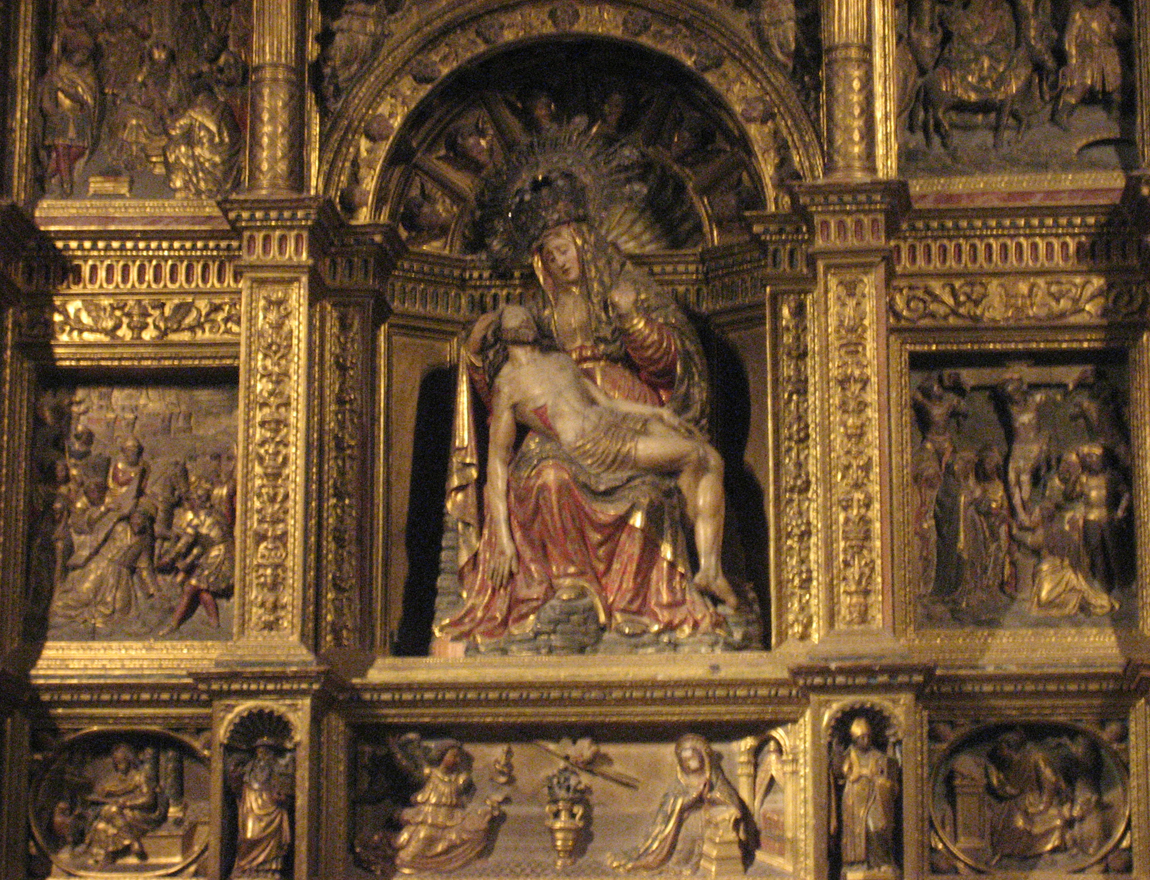
Detalle central del retablo de La Piedad, en madera policromada realizado por Jeroni Xanxo para la catedral de Santa María de Urgel.

En los retablos se aprecia la estructura «a la romana», organizados en una trama de calles verticales y horizontales, enmarcados por columnas o pilastras y con hornacinas aveneradas, en un principio aún se mostraba las influencias góticas. En ellos se exponen la temática iconográfica, requerida casi siempre por el comitente. Del año 1487 realizado por Michael Lochner era el retablo de San Pedro, con aire gotizante, para la población de Premiá de Dalt y que fue destruido durante la guerra civil española. En este primer tercio de siglo se mezclan diversas influencias borgoñas con el estilo de Jacopo della Quercia, en los retablos desaparecidos de Santa Agnés de Malanyanes  (1527) y de Argentona (1524) labrados por Joan Romeu.
Otro gran ejemplo de retablo mayor fue el del monasterio de Poblet del año 1529 y encargado al escultor Damián Forment. Esta obra supuso en el arte catalán la introducción plena de las formas renacentistas. De estructura a la romana, en alabastro, la superficie se divide en cuatro cuerpos y ático, en la calle central  se encuentra la imagen de Santa María junto con escenas de la Resurrección y la Crucifixión, mientras en los cuerpos primeros y tercero realizó los misterios del Rosario, en el segundo y cuarto representación de imágenes de santos y en el ático la culminación con el Calvario.
En el retablo del año 1550, del escultor Jeroni Xanxo, para la capilla de la Piedad de la Catedral de Santa María de Urgel, conservado en el Museo Diocesano de Urgel, se nota un cambio en el sentido narrativo y didáctico de las obras realizadas con el espíritu de la contrarreforma, presenta en él los misterios de Gozo, Dolor y Gloria. En la calle central se encuentra el grupo de la Piedad, donde demuestra el conocimiento del modelo de La Piedad de Miguel Ángel, dentro de una gran hornacina adornada con seis cabezas de angelotes. En relieve se representan los restantes dolores de María: Circuncisión, Huida a Egipto, Jesús entre los doctores de la Ley, Camino del Calvario, Crucifixión y el Descendimiento de la Cruz. Todos se encuentran enmarcados entre columnas de fuste estriado con capiteles corintios. 
Del retablo de la iglesia Prioral de San Pedro de Reus,a pesar de su destrucción durante la guerra civil, se conservan algunas piezas atribuidas a Agustí Pujol (padre), donde destacan por su gran expresividad y magnífica policromía las imágenes de los evangelistas San Marcos y San Lucas.
De los últimos años del siglo XVI, fue el altar mayor del monasterio de Montserrat, encargo real de Felipe II que costeó su ejecución por 14.000 ducados y que lo labró el escultor Esteban Jordán de Valladolid, en esta misma ciudad. Constaba de tres cuerpos, llenos de relieves e imágenes de bulto, con unas medidas de 15 x 14,6 metros, acabándose en el año 1594. Se procedió a su traslado al monasterio en 65 carros, dando orden el rey, para que por los pueblos que pasase, ayudasen en carretas y bestias. El traslado y colocación costó otros 6.000 ducados. Este retablo fue completamente quemado en 1811 por las tropas napoleónicas.

## Otras obras
Dentro de la estatuaria renacentista, se pueden incluir las sillerías de coro, cruces procesionales, relicarios, pilas bautismales, atriles,  así como los púlpitos.
- Sillería del coro del monasterio de Montserrat

El escultor Cristóbal de Salamanca con fecha 8 de mayo de 1578, firmó el contrato con el abad para labrar la sillería del coro, igual a dos sillas que presentó por muestra, y se fijó el precio de cada una a noventa y cinco ducados, estipulándose que corría a cargo del monasterio el coste de la madera empleada, de roble y traída de San Juan de las Abadesas (Gerona). Para elaborarla montó un taller en el pueblo cercano de Monistrol durante cinco años con ocho o nueve ayudantes. Constaba  el coro de 91 sillas en dos órdenes, se labró en el bajo con 36 sitiales, la vida y pasión de Cristo y en las 55 restantes pertenecientes al cuerpo alto, estaban representadas figuras de los apóstoles y de  santos en relieves de figura entera.
- Sillería de la catedral de Tortosa

Esta sillería fue encargada durante el mandado del obispado de Joan de Cardona para la catedral de Tortosa, al escultor Cristóbal de Salamanca, con el que se hizo el contrato  el 25 de setiembre de 1587. Constaba de dos órdenes de sitiales en madera de roble de Navarra. En el piso superior estaban representadas las figuras del apostolado, los evangelistas, los padres de la iglesia, algunos santos y la Virgen de la Asunción, en la silla episcopal se labró la imagen de san Gregorio Magno. Se conserva en el antiguo dormitorio canonical de la Seo.
- Santo Entierro de Martín Díez de Liatzasolo

Uno de los escasos grupos escultóricos (1539-1544), que han perdurado hasta nuestros días es el magnífico de este gran escultor Díez de Liatzasolo, en la catedral del Espíritu Santo de Tarrasa. Es un grupo formado por siete personajes alrededor del cuerpo yacente de Cristo, en el cual, el escultor consigue la emoción y la vida propia en cada figura, pero en vez de adoptar actitudes oratorias como Alonso Berruguete o más escénicas como Juan de Juni, sus representaciones son más contenidas y con unas posturas de más recogimiento. El autor firmó su obra en el sudario de Cristo: «Opus Martín Díez de Liatzasolo. 1544»
- La Dormición de María

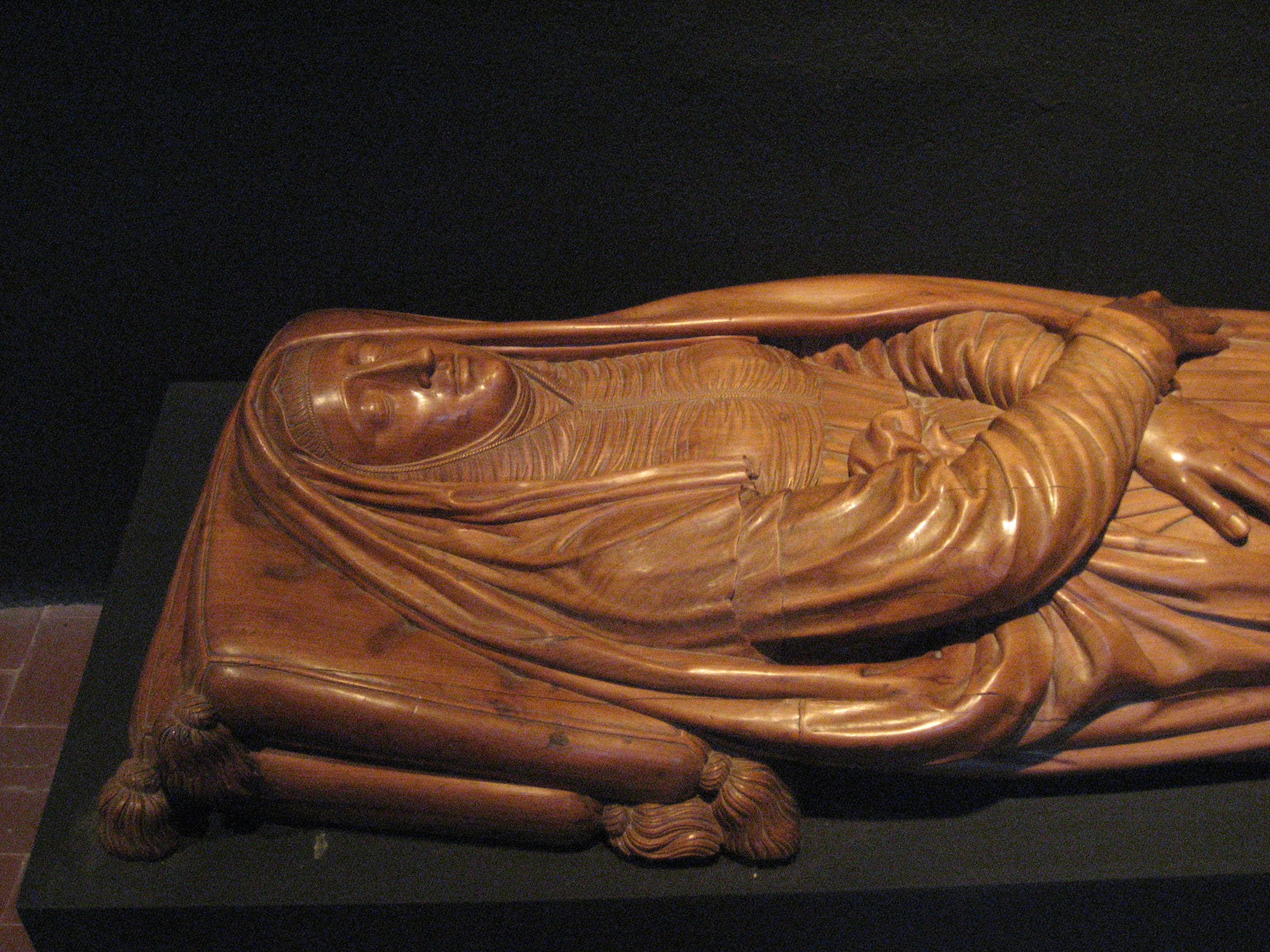
Detalle de La Dormición de María, por Jeroni Xanxo

En 1549 realizó Jeroni Xanxo, una de sus esculturas más logradas La Dormición de María, una figura exenta de madera de cerezo sin policromar, presentada como una imagen yacente con las manos cruzadas en su regazo, con túnica y toca con un manto que le cubre la cabeza y se alarga hasta los pies, la cara reposa sobre un doble cojín sin adornos. Toda la talla es de una finura admirable. Se guarda en el museo Diocesano de Urgel.
- Santo Entierro de Andreu Ramírez

Este grupo fue esculpido por Andreu Ramírez hacia el año 1580 para la galilea, de la iglesia del monasterio de Santa María de Poblet, recuerda en su estructura arquitectónica a las tumbas italianas del primer cuarto de siglo, las imágenes presentan un hieratismo bien visible.
- Sagrario de la catedral de Tarragona

Las puertas del sagrario de la catedral de Tarragona, conservadas en el mismo sitio para el que fueron realizadas, son del año 1588 talladas en marfil dorado por Gaspar de Lira. El conjunto tiene una medida de 122 x 69 cm y cada plafón de 28 x 22 cm. Los seis relieves de que consta, narran las escenas de la pasión de Cristo, desde la Oración en el Huerto de Getsemaní, hasta la Crucifixión.
- Púlpitos de la Prioral de San Pedro de Reus

Fueron ejecutados dos púlpitos en el año 1588 por el escultor Agustí Pujol (padre), de acuerdo con las trazas de Pere Blai, aunque destruidos por la guerra civil, se hizo una reconstrucción de uno de ellos, gracias a las fotografías existentes.

## Martín Díez de Liatzasolo

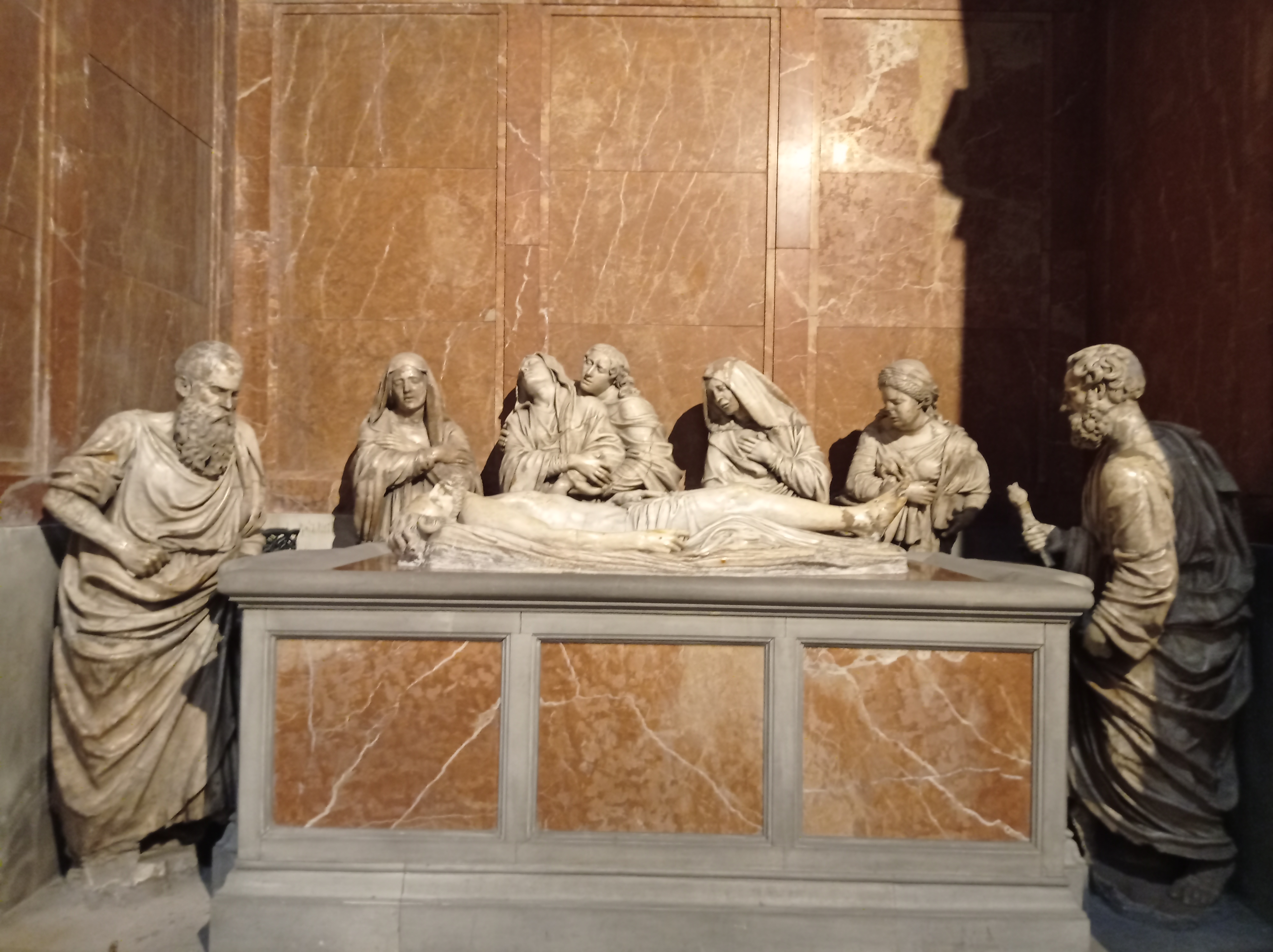
Santo Entierro, catedral del Espíritu Santo de Tarrasa

Este escultor de origen vasco se estableció en Barcelona desde 1527 hasta 1583. El matrimonio con Paula Botey, perteneciente a una influyente familia barcelonesa, debió contribuir a su gran estatus social:

... su participación en numerosas obras, unida a su calidad, hizo que consiguiese un estatus considerable. Lo más destacable del caso es, sin duda, la frecuencia en que este maestro cobraba sus trabajos en moneda de oro, quizá por una exigencia del artista, como por una deferencia del cliente.

 De todas maneras —igual que sus compañeros más modestos— se vio obligado a lo largo de su vida a desplazarse por toda Cataluña.

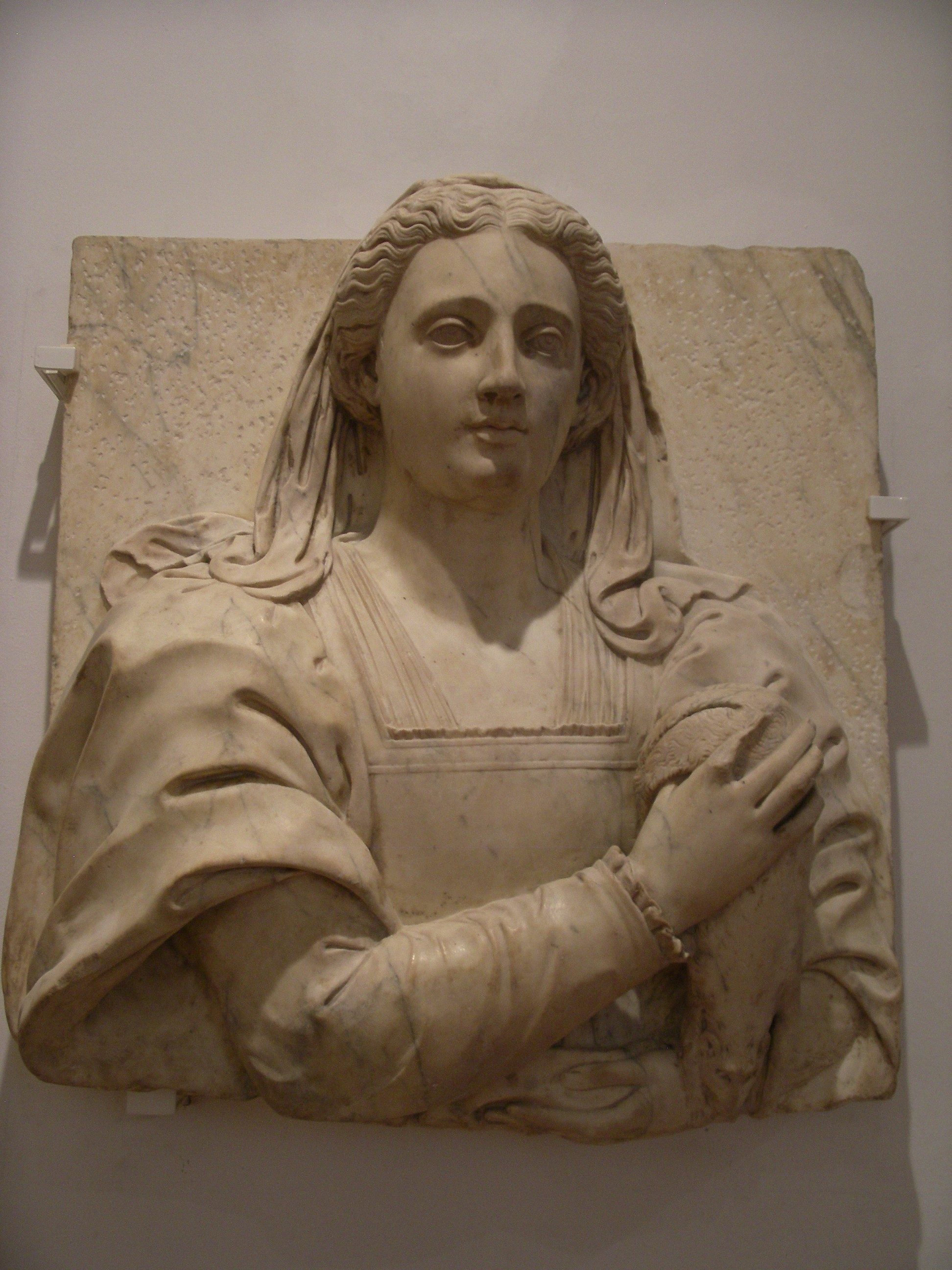
Busto de mujer, realizado por Díez de Liatzasolo y conservado en el museo Marés de Barcelona.

Por su gran cantidad de encargos, tuvo que asociarse con otros imagineros, como el contrato que firmó con Joan Masiques y el francés Joan de Tours, con los que trabajó en los retablos para las poblaciones de Mollet del Vallés, Canyamás y Dosrius. Se dedicó también a revisiones y tasaciones. En el año 1531 el maestro valenciano  Forment se asoció con él, para realizar el retablo de los Santos Justo y Pastor, de Barcelona, siguiendo el modelo «a lo romano», presentado por Forment, este rompió la sociedad, pero el retablo lo ejecutaron Martín Díez y Juan de Tours, siguiendo la traza del valenciano.
De la enemistad que surgió entre los dos artistas es buena prueba el proceso de Poblet, cuando la comunidad del monasterio, le pidió su participación en el juicio contra Forment, por su descontento con el trabajo del retablo de este escultor. En la dicha revisión, se aprecia un temor por parte de Liatzasolo de que Forment monopolizara el mercado catalán y por ello, el defensor de este maestro, dice que Liatzasolo pretende: «que lo dit Mestre Forment sen vaja desta terra y que no li leve les obres que de dit art se fan o se han de fer en Barcelona i en Catalunya»". 
En sus obras se aprecia la gran influencia de Miguel Ángel, como en la Dormición de la Virgen para la iglesia de San Miguel de Barcelona (1555), hoy conservada en  el Museo Nacional de Arte de Cataluña y en una de sus obras maestras el Santo Entierro (1539-1544) en la Catedral del Espíritu Santo de Tarrasa. Uno de sus últimos retablos fue el de la Virgen del Rosario para la iglesia de San Julián de Llissá de Munt (1576), que se le exigió por parte del cliente hacer la imagen de la Virgen «con la misma perfección a una realizada por el mismo autor en el retablo de Castellar del Vallés». Otra obra que se conserva de este autor es la Virgen de la Victoria en alabastro, que realizó para el antiguo retablo mayor de la iglesia del Palau Menor de Barcelona.